# كرتون (مادة)

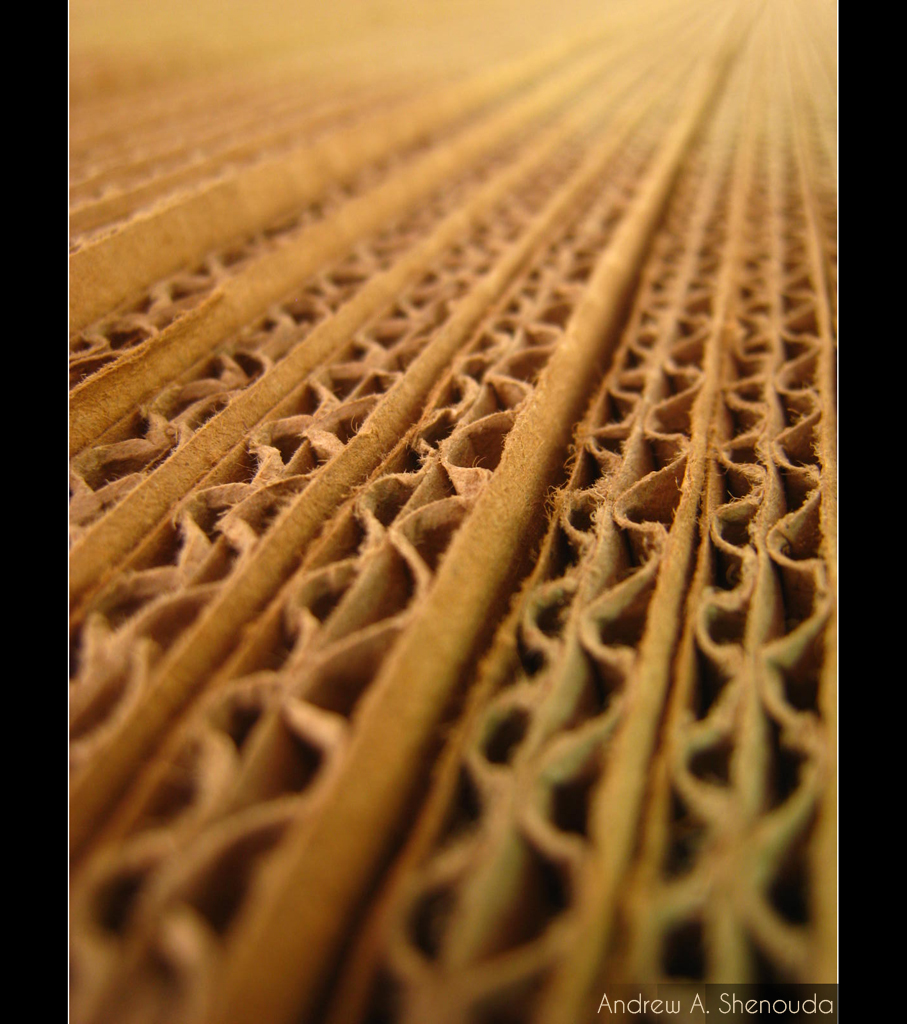

الكرتون (بالإنجليزية: Cardboard)‏ هو الورق يصنع من الألياف السميكة، وله استخدامات عديدة منها في تصنيع علب الكرتون.

## استخدامات الكرتون

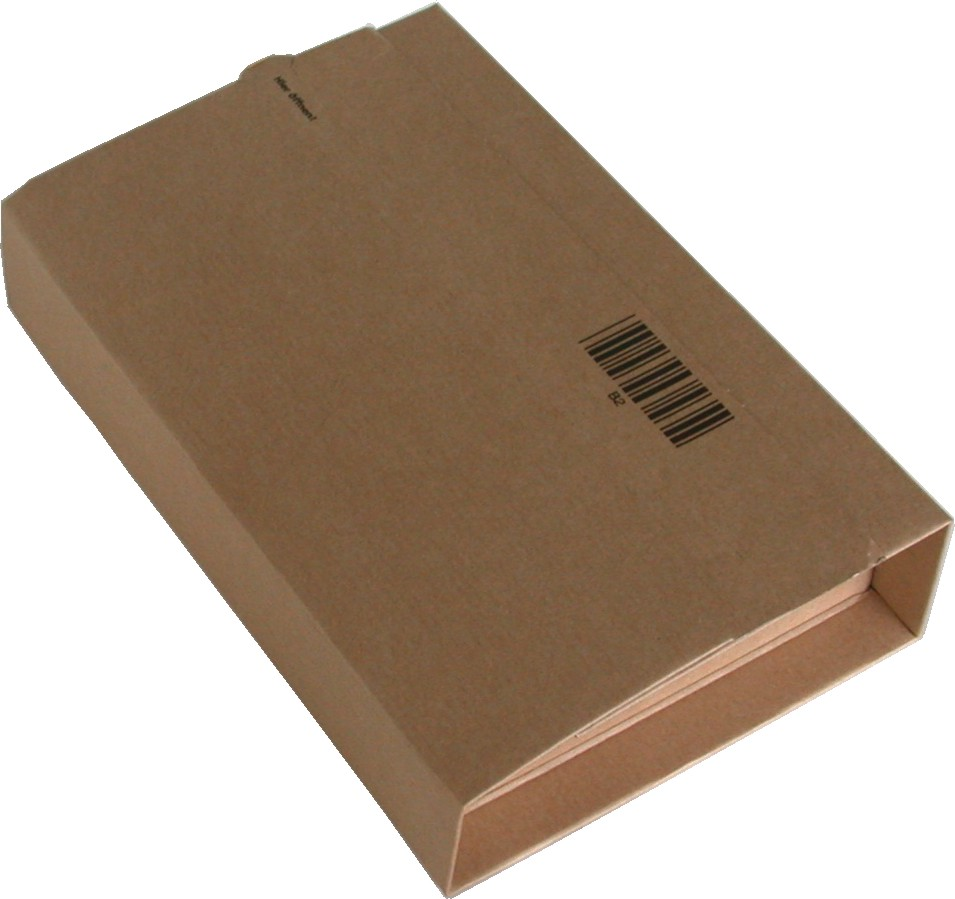
علبة كرتونية

علبة الكرتون هي نوع من الصناديق أو العلب، المصنوعة من الورق المقوى. وتستعمل غالبا لأغراض التغليف وأيضا صنع العاب أو ابتكار أشياء.

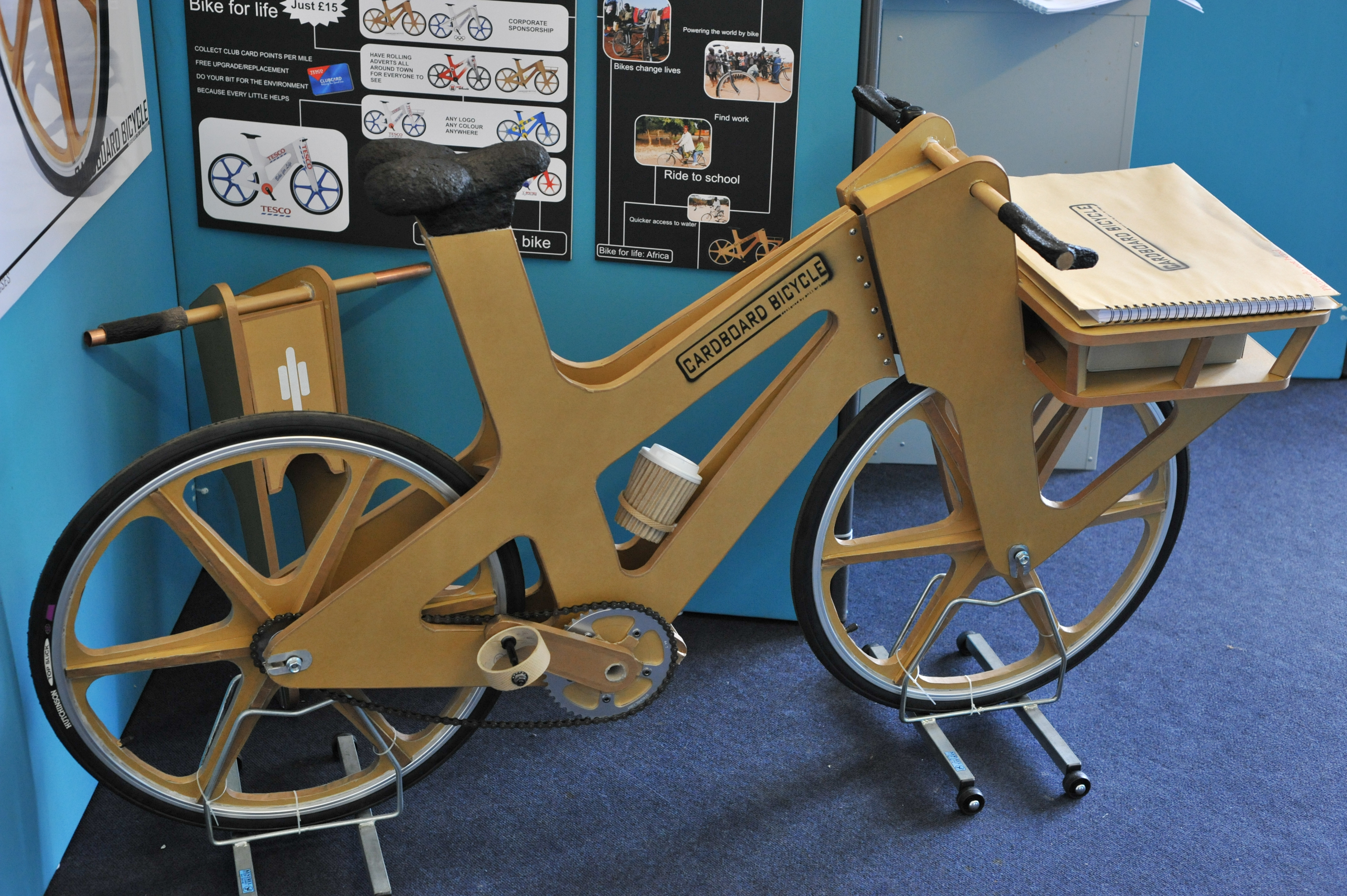
Cardboard Bicycle